# Vertebratus

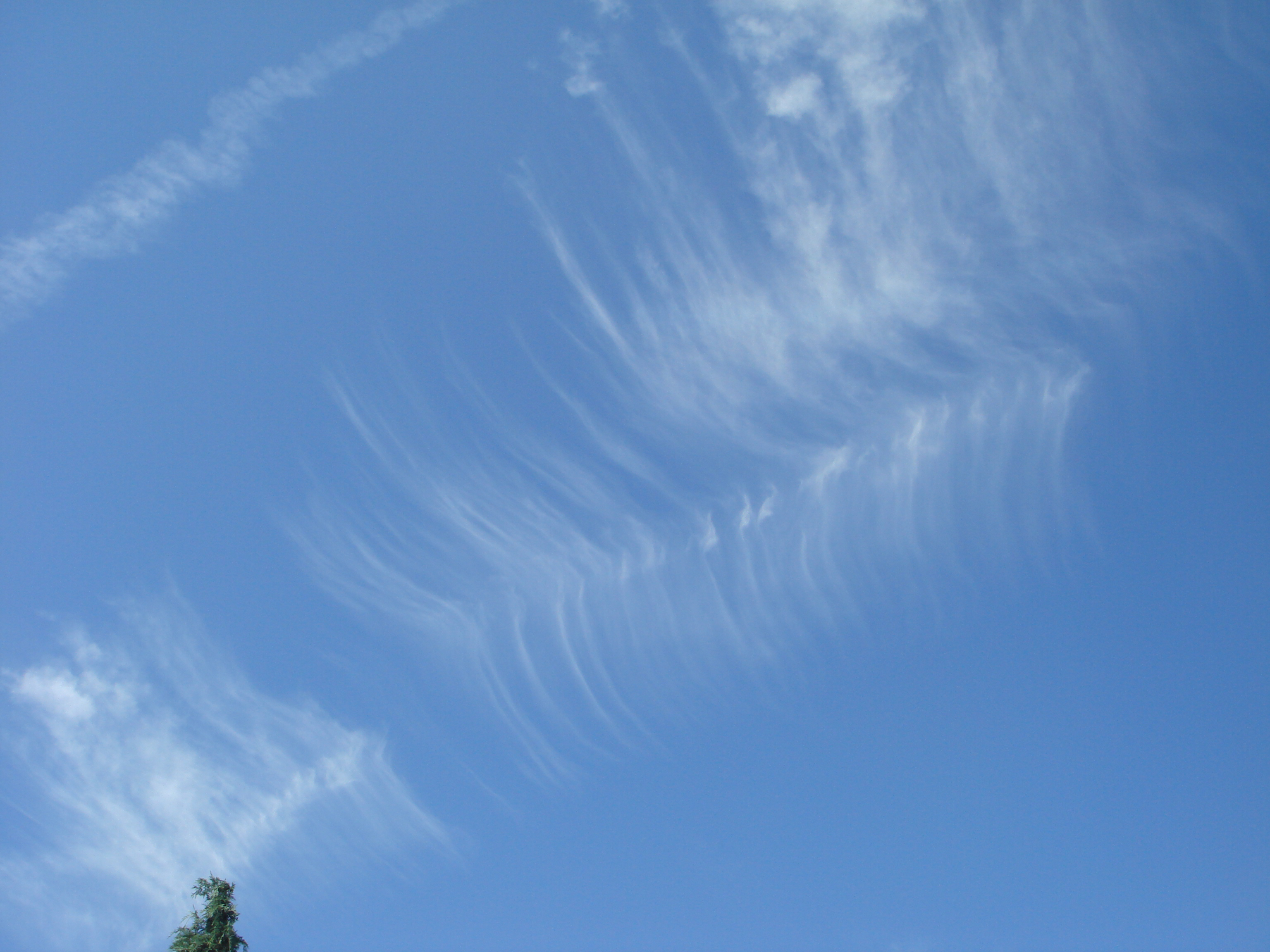
Cirrus vertebratus

vertebratus (ve) (łac. w kształcie kręgosłupa, mający kręgosłup, opatrzony w stawy, obrotny, giętki) – odmiana chmur Cirrus. Ułożenie części składowych tych chmur przypomina ości, kręgosłup lub szkielet ryby. Ich obecność może świadczyć o występowaniu osi prądu strumieniowego w górnej warstwie troposfery.